# RUGBY ONLINE
RUGBY ONLINE（ラグビーオンライン）は、東京都中央区日本橋に運営本社があるラグビー用品販売の店舗ブランド。WEB販売と実店舗販売がある。本社併設の東京店のほか、夏季（7月中旬から8月下旬まで）には菅平高原（長野県上田市）でも店舗展開する。運営は、有限会社エムアンドワイ企画サービス（M & Y Planning Services Co., Ltd.）。
さまざまなブランドのラグビー用品やラグビーアパレル品など、自社製品を含む セレクトショップとして展開している。ニュージーランドラグビー協会オフィシャルライセンシーを持つため、オールブラックス関連製品の取り扱いが多い。

## 店舗
出典

### RUGBY ONLINE 東京店
- 住所：東京都中央区日本橋3-2-13 中條ビル3階

### RUGBY ONLINE 菅平店
- 住所：長野県上田市菅平高原1223-1757 菅平高原プラザホテル[4]新館1階
- 夏季のみ（7月中旬から8月下旬まで）の営業。

### WEBショップ
- RUGBY ONLINE

## 運営
出典

### 有限会社エムアンドワイ企画サービス
- 住所：東京都中央区日本橋3-2-13 中條ビル4階
- 代表取締役：小澤響平[3]

#### 沿革
- 1991年3月創業。
- 2000年4月、WEBショップ「Rugby Online」開業。
- 2003年4月、実店舗「Rugby Online TOKYO」を東京都台東区柳橋で開店。
- 2004年7月、実店舗「Rugby Online SUGADAIRA」を長野県上田市菅平高原で開店。
- 2006年11月、通信販売酒類小売業免許を取得。ニュージーランドビール「Tui（トゥイ）」[5]の輸入販売を開始。
- 2007年2月、ニュージーランドワイン「Junction Wine」[6]の取扱および販売を開始。
- 2007年4月、ニュージーランドラグビー協会オフィシャルライセンシーを締結。
- 2008年6月、本社および「Rugby Online TOKYO」を東京都中央区日本橋に移転。
- 2010年7月、古物商免許（東京都、長野県）取得。ラグビー関連の不用品の引取り、海外支援事業「REUSE PROJECT」を開始。

## かつて存在した店舗
- Rugby Online KUDAN：東京都千代田区九段南、2021年1月 - 不明[2][7]
- Rugby Online FUKUOKA：キャナルシティ博多内、2021年9月17日 - 2023年6月25日[8][9][10]
- Rugby Online OSAKA：あべのHoop内、2021年12月3日 - 2022年8月7日[11][12]
- RUGBY ONLINE 菅平2号店：長野県上田市菅平高原[13]、2023年夏季